# Hameau de forestage
Les hameaux de forestage, ou hameaux forestiers, étaient  des structures mises en place en France, pour loger, former et employer des familles d’anciens harkis après la fin de la guerre d'Algérie. Les anciens harkis y étaient employés  à des travaux de reboisement et d’aménagement des forêts domaniales.

## Contexte
Lors du  rapatriement des anciens harkie et de leurs familles, à la fin de la guerre d'Algérie, ceux-ci sont hébergés dans des structures d’urgence établies sur des camps militaires (Rivesaltes, Bias, Saint-Maurice-l'Ardoise…). Certaines de ces structures ne ferment qu’en 1975. Pour faciliter le reclassement des ex-supplétifs qui sont dans ces camps, les pouvoirs publics mettent en place un certain nombre de mesures dont la construction de « hameaux de forestage ». Du point de vue des pouvoirs publics, cette solution doit permettre à l’Office national des forêts (ONF) de mener à terme les projets d’aménagement des forêts domaniales qui n’avaient pas pu être menés à bien faute de personnel et de crédits. Elle permet aussi de répondre aux dégâts causés par les incendies de forêts dans le sud de la France. Elle doit fournir également un  travail rémunéré aux anciens harkis, travail qu’on juge adapté à leurs compétences, tout en logeant sur place leurs familles. Enfin, elle maintient les harkis loin des lieux habités par les immigrés algériens, et évite donc tout contact susceptible de dégénérer en heurts violents.

## Mise en place
À partir du mois d’août 1962 (à la suite du décret du 8 août 1962), une première vague de construction d’une quarantaine de chantiers est lancée, quelquefois avec la réticence, voire le refus des autorités locales. Au total, 75 hameaux seront construits. Ils sont situés pour une grande majorité dans le quart sud-est de la France.

## La vie dans les hameaux

### Le logement

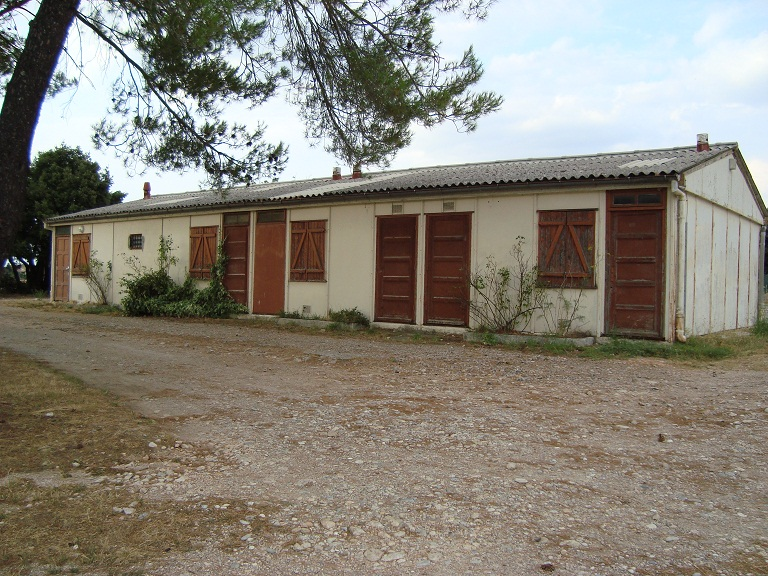
Baraque (2 logements) de l'ancien hameau de forestage de Montmeyan.

Les hameaux sont généralement construits dans des sites isolés de la population du village. Chaque hameau  accueillait un maximum de 25 familles, logées dans des préfabriqués en ciment. Les logements étaient considérés comme des logements de fonction  et de ce fait attribués uniquement aux salariés qui travaillaient sur les chantiers ; ainsi, dans le cas où le père, pour une raison ou une autre, perdait son emploi, la famille était contrainte de quitter son logement.
Chaque logement était constitué de deux ou trois pièces, exceptionnellement quatre. Un poële à bois central chauffait l’ensemble. L’isolation des murs était insuffisante, les hameaux n’avaient pas l’eau courante, les sanitaires étaient collectifs.

### L’encadrement
Un encadrement des hameaux  a été défini, constitué par un chef de hameau et une monitrice d’action sociale. Les chefs de hameau sont des militaires, choisis parmi ceux ayant effectué une partie de leur carrière en Algérie, surtout les anciens des SAS. Cet encadrement maintient les harkis dans un état de mineurs et n'encourage pas l’autonomie. Cette situation de fait a été dénoncée par de nombreuses personnes s’occupant de près ou de loin de  la situation des rapatriés. Les hameaux de forestage étaient soumis à un règlement intérieur sévère.

## Évolution
Alors que la mise en place des hameaux  doit aboutir, soit à un reclassement à l’ONF, soit à un tremplin permettant l’assimilation au mode de vie « européen », à partir de 1966, la réalisation des travaux prévus  et la dégradation des installations amènent à fermer progressivement les chantiers.
Ainsi, un certain nombre de hameaux vont fermer à partir de 1966. De  ce fait, les populations sont transférées dans divers endroits : les populations qualifiées d’« inclassables » ou d’« irrécupérables », sont orientées vers des camps spécialisés tels que ceux de Bias ou de Saint-Maurice-l'Ardoise. Les autres sont reclassés dans le secteur de l’industrie, dispersés dans d’autres structures ou trouvent une solution par leurs propres moyens ou par leurs relations.
En 1973, on dénombre encore 40 hameaux de forestage, rassemblant un effectif de 1026 employés. En 1975, le Conseil des ministres décide de fermer (progressivement) les hameaux de forestage. La même année, en écho à des révoltes  dans les camps de Bias et de Saint-Maurice-l'Ardoise, des manifestations et des grèves ont lieu dans les hameaux de forestage, soit pour des revendications strictement locales, soit pour des revendications plus générales sur les hameaux forestiers,.
Après les grèves de 1975, les anciens harkis qui travaillent sur les chantiers forestiers se voient  proposer un  nouveau statut qui leur assure la sécurité de l’emploi, la mensualisation des salaires et la prise en compte des services accomplis dans les forces supplétives. En 1981, on dénombre 23 hameaux ou anciens hameaux de forestage.

## Liste des hameaux de forestage
| Départements            | Hameaux de forestage                       | Hameaux de forestage                                 | Hameaux de forestage                               |
| Alpes de Haute-Provence | Bayons                                     | Jausiers                                             | Ongles                                             |
| Alpes de Haute-Provence | Saint-André-les-Alpes                      | Sisteron                                             | Manosque                                           |
| Hautes-Alpes            | Rosans                                     |                                                      |                                                    |
| Alpes-Maritimes         | Breil-sur-Roya                             | L'Escarène                                           | Mouans-Sartoux                                     |
| Alpes-Maritimes         | Roquestéron                                | Valbonne                                             |                                                    |
| Ardèche                 | Largentière                                |                                                      |                                                    |
| Ariège                  | Montoulieu (Hameau de Ginabat)             |                                                      |                                                    |
| Aude                    | Lapradelle-Puilaurens                      | Saint-Martin-des-Puits                               | Villeneuve-Minervois (Hameau de Pujol-de-Bosc)     |
| Aveyron                 | Brusque                                    | La Loubière                                          | Saint-Rome-de-Cernon                               |
| Bouches-du-Rhône        | La Ciotat                                  | Fuveau (Cité Brogilum)                               | Jouques (Hameau du Logis d'Anne)                   |
| Bouches-du-Rhône        | La Roque-d'Anthéron (hameau de la Baume)   |                                                      |                                                    |
| Cantal                  | Chalvignac (Hameau de Aynes)               |                                                      |                                                    |
| Charente-Maritime       | La Tremblade                               |                                                      |                                                    |
| Côte-d'Or               | Baigneux-les-Juifs                         | Vanvey                                               | Is-sur-Tille                                       |
| Côte-d'Or               |                                            |                                                      |                                                    |
| Dordogne                | Antonne-et-Trigonant (Lieu-dit de Lanmary) |                                                      |                                                    |
| Drôme                   | Beaurières                                 |                                                      |                                                    |
| Corse-du-Sud            | Zonza                                      |                                                      |                                                    |
| Haute-Corse             | Lucciana (Lieu-dit de Casamozza)           |                                                      |                                                    |
| Gard                    | La Grand-Combe                             | Saint-Sauveur-Camprieu (Hameau de Villemagne)        |                                                    |
| Haute-Garonne           | Juzet-d'Izaut                              |                                                      |                                                    |
| Gers                    | Mirande                                    |                                                      |                                                    |
| Hérault                 | Avène (Hameau de Truscas)                  | Lodève                                               | Saint-Pons-de-Thomières (Hameau du Plô de Mailhac) |
| Isère                   | Roybon 1                                   | Roybon 2                                             |                                                    |
| Lozère                  | Cassagnas                                  | Chadenet                                             | Chanac                                             |
| Lozère                  | Mende                                      | Meyrueis                                             | Saint-Étienne-du-Valdonnez                         |
| Lozère                  | Villefort                                  |                                                      |                                                    |
| Pyrénées-Orientales     | Rivesaltes                                 |                                                      |                                                    |
| Haute-Savoie            | Magland                                    |                                                      |                                                    |
| Saône-et-Loire          | Roussillon-en-Morvan (Hameau de Glennes)   |                                                      |                                                    |
| Tarn                    | Arfons (Hameau des Escudiers)              | Puycelsi (Camp de la Janade)                         |                                                    |
| Var                     | Bormes-les-Mimosas                         | Collobrières (Hameau de Capelude puis de La Capelle) | Gonfaron                                           |

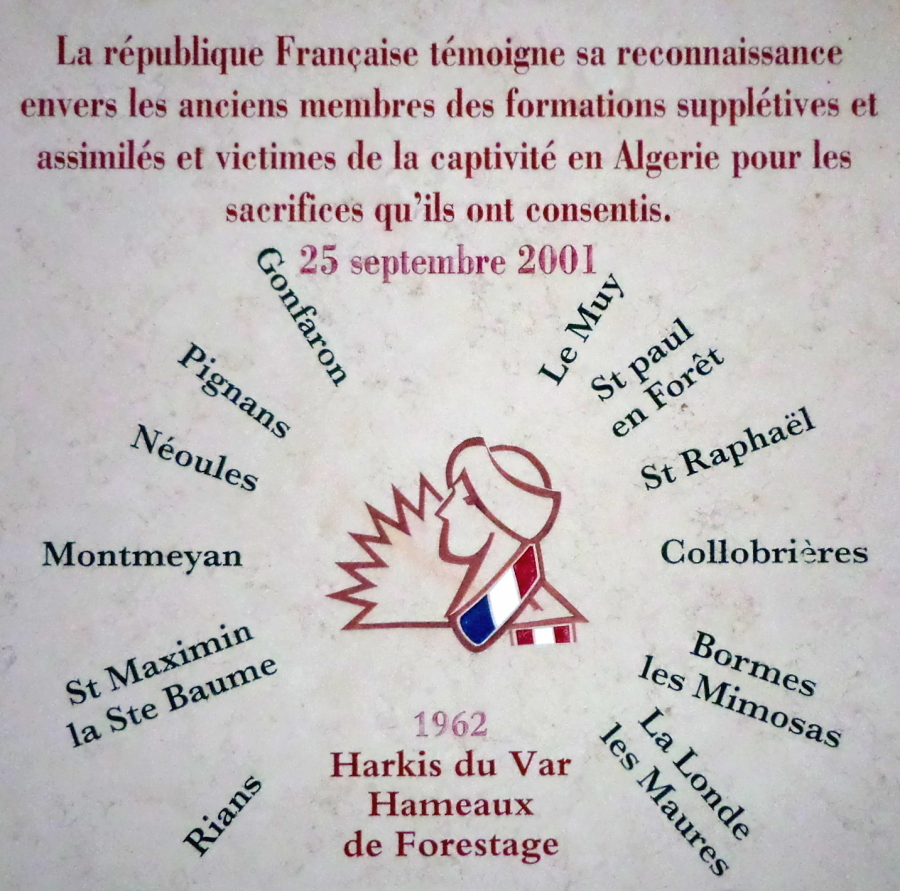
Plaque mémorielle des douze hameaux de forestage du Var.

| Var                     | La Londe-les-Maures                        | Montmeyan                                            | Le Muy                                             |
| Var                     | Néoules                                    | Pignans                                              | Rians                                              |
| Var                     | Saint-Maximin                              | Saint-Paul-en-Forêt                                  | Saint-Raphaël (Hameau d'Aigue-Bonne)               |
| Vaucluse                | Apt                                        | Cucuron                                              | Pertuis                                            |
| Vaucluse                | Sault                                      |                                                      |                                                    |